# Alan Deakin
Alan Roy Deakin (* 27. November 1941 in Birmingham; † 2. Januar 2018 in Walsall) war ein englischer Fußballspieler. Der Außenläufer bestritt in den 1960ern über 250 Pflichtspiele für Aston Villa.

## Karriere
Alan Deakin, dessen Bruder Mike ebenfalls Profifußballer war, kam im November 1956 zu Aston Villa. Er erhielt kurz nach seinem 17. Geburtstag im November 1958 einen Profivertrag und war Kapitän der Jugendmannschaft, als er am 5. Dezember 1959 bei einer 1:2-Niederlage gegen Rotherham United erstmals in der Profimannschaft spielte. Es blieb Deakins einziger Pflichtspieleinsatz der Saison, als die Mannschaft als Zweitligameister in die First Division aufstieg. Dort etablierte er sich zunehmend als linker Außenläufer und zählte dabei gemeinsam mit Norman Ashe, Charlie Aitken, John Sleeuwenhoek, Harry Burrows, Mike Tindall und Alan Baker zu den „Mercer’s Minors“, einer Gruppe talentierter Nachwuchsspieler, die von Trainer Joe Mercer an die Mannschaft herangeführt wurden.
Zur erfolgreichsten Saison in Deakins Karriere wurde die Spielzeit 1961/62. Die Mannschaft bestritt zunächst das verspätet ausgetragene Finale des League Cups 1960/61 und sicherte sich dabei gegen Rotherham United nach einer 0:2-Hinspielniederlage durch einen 3:0-Heimerfolg nach Verlängerung im Rückspiel den Titel des erstmals ausgetragenen Wettbewerbs. Im November 1961 spielte er erstmals in der englischen U-23-Auswahl bei einem 7:1-Erfolg gegen Israel, die Läuferreihe bildete er dabei mit Bobby Moore und Brian Labone. In der Liga, die Aston Villa auf dem 7. Tabellenplatz abschloss, absolvierte er derweil 40 Partien und auch im FA Cup 1961/62 scheiterte man erst im Viertelfinale am späteren Sieger Tottenham Hotspur.
Im Oktober 1962 reiste Deakin als „12. Mann“ mit der englischen Nationalmannschaft zu einem Länderspiel nach Belfast, da aber keiner der für die Startelf nominierten Akteure ausfiel, blieb es für Deakin bei der Reservistenrolle. Wenig später wurde er als Auswahlspieler der Football League für eine Partie gegen die Irish League nominiert, musste seine Teilnahme allerdings verletzungsbedingt absagen. Villas Mannschaft war in der Folge zwar zu bemerkenswerten Leistungen in der Lage, so wurde unter anderem Manchester United im November 1963 mit 4:0 geschlagen, als Denis Law nach einem Tritt gegen Deakin des Feldes verwiesen wurde, insgesamt fehlte es dem Team aber an Konstanz. Nachdem Deakin bereits verletzungsbedingt das Finale des League Cups 1963 gegen Birmingham City (1:3 und 0:0) verpasst hatte, sorgte ein Knöchelbruch in der Spielzeit 1964/65 dafür, dass er die Hälfte der Saisonspiele verpasste.
Zur Saison 1966/67 wurde er zum Mannschaftskapitän gewählt und war mit einer Kolumne in der Sportzeitung Sports Argus vertreten. Aston Villa setzte den bereits in den Vorjahren begonnenen Abwärtstrend – seit der Saison 1962/63 platzierte man sich stets im unteren Tabellendrittel – fort und stieg am Saisonende als Tabellenvorletzter in die Second Division ab. In der Zweitligasaison 1967/68 war Deakin der einzige Spieler in Aston Villas Kader, der bereits zuvor mit dem Klub zweitklassig gespielt hatte. Auch in der Second Division gelang keine Trendwende und die Mannschaft, die von Trainer Tommy Cummings umgebaut wurde, stand in der unteren Tabellenhälfte, während Deakin weiterhin Verletzungsprobleme hatte.
Nachdem er in der Kaderplanung von Aston Villa keine Rolle mehr gespielt hatte, wechselte er im Oktober 1969 ablösefrei in die Third Division zum nahe gelegenen FC Walsall. Da der Abwärtstrend bei Aston Villa weiter ging, kam es in der folgenden Saison zu zwei Aufeinandertreffen in der Drittklassigkeit, die Walsall, jeweils unter Beteiligung von Deakin, erfolgreich gestaltete (3:0-Heimsieg, 0:0 auswärts). 1972 beendete er bei Walsall seine Profilaufbahn und spielte noch für einige Zeit im Non-League football beim FC Tamworth.
Nach seinem Karriereende wurde Deakin Schweißer bei einem Unternehmen in Birmingham und trat regelmäßig für die Aston Villa Old Stars bei Benefizspielen in Erscheinung.